# Judith de Babenberg
Judith de Babenberg (ou Jutta, parfois appelée Julitta ou Ita dans les sources latines), née vers 1115 et morte après 1168, est une princesse de la maison de Babenberg, fille du margrave Léopold III d'Autriche. Elle fut marquise de Montferrat de 1135 jusqu'à sa mort par son mariage avec le marquis Guillaume V de Montferrat.

## Biographie
Judith de Babenberg est la cinquième fille de Léopold III (1073-1136), margrave d'Autriche depuis 1095, et de sa seconde épouse Agnès de Franconie (1072-1143), fille unique de l'empereur Henri IV du Saint-Empire. Par sa mère, elle est apparentée à la dynastie franconienne qui règne sur le Saint-Empire romain aux XIe et XIIe siècles. Elle était le demi-sœur cadette du duc Frédéric II de Souabe, père du futur empereur Frédéric Barberousse, et du Conrad III de Hohenstaufen.
En 1133, Judith épouse Guillaume V « le Vieux » (v.1115-1191), seul fils du marquis Rénier Ier de Montferrat issu de la maison Alérame. Guillaume a succédé à son père en tant que marquis de Montferrat en 1135 ; il est resté fidèlement attaché à la régne des Hohenstaufen (gibelins) en Italie. 
Le couple a neuf enfants :
- Guillaume « Longue Épée » (v.1135/45-1177), comte de Jaffa et d'Ascalon ; père du roi Baudouin V de Jérusalem ;
- Béatrice (1142-1228), épouse Guigues V d'Albon puis Henri del Vasto ;
- Conrad (1145-1192), marquis de Montferrat, désigné roi de Jérusalem ;
- Boniface (1150-1207), marquis de Montferrat et fondateur du royaume de Thessalonique ;
- Azalaïs (v. 1150-1232), épouse Manfred II de Saluces vers 1182, et est régente pour son petit-fils, Manfred III ;
- Frédéric (?-1180), évêque d'Albe ;
- Rénier (1162-1183), épouse Marie Comnène ;
- Agnès (?-1202), épouse le comte Guido Guerra III Guidi de Modigliana[1]. Le mariage est annulé pour cause d'infécondité avant 1180, et Agnès entre au couvent de Santa Maria di Rocca delle Donne ;
- Une fille non identifiée, peut-être la trobairitz Isabella, qui épouse le marquis Alberto Malaspina.

La maison Alérame compte parmi les principales dynasties des croisades ; ainsi, Guillaume accompagne son neveu le roi Louis VII de France lors de la deuxième croisade en 1147.
Judith vit encore en 1168, mais semble être décédée avant que son mari ne se rende au royaume de Jérusalem après le couronnement de leur petit-fils Baudouin V en 1183.

## Généalogie

### Arbre généalogique
|  |  |                        |                        |                        |                        | Humbert II duc de Savoie | Humbert II duc de Savoie | Humbert II duc de Savoie | Humbert II duc de Savoie | Humbert II duc de Savoie | Humbert II duc de Savoie |                    |                    | Gisèle de Bourgogne         | Gisèle de Bourgogne         | Gisèle de Bourgogne         | Gisèle de Bourgogne         | Gisèle de Bourgogne               | Gisèle de Bourgogne               |                                   |                                   | Rénier Ier marquis de Montferrat  | Rénier Ier marquis de Montferrat  | Rénier Ier marquis de Montferrat | Rénier Ier marquis de Montferrat | Rénier Ier marquis de Montferrat | Rénier Ier marquis de Montferrat |                                |                                | Léopold III duc d'Autriche     | Léopold III duc d'Autriche     | Léopold III duc d'Autriche    | Léopold III duc d'Autriche    | Léopold III duc d'Autriche         | Léopold III duc d'Autriche         |                                    |                                    | Agnès de Franconie                 | Agnès de Franconie                 | Agnès de Franconie         | Agnès de Franconie         | Agnès de Franconie         | Agnès de Franconie         |  |  | Frédéric Ier duc de Souabe    | Frédéric Ier duc de Souabe    | Frédéric Ier duc de Souabe    | Frédéric Ier duc de Souabe    | Frédéric Ier duc de Souabe    | Frédéric Ier duc de Souabe    |  |  |  |  |  |  |  |  |  |  |  |  |  |  |  |  |  |  |  |  |  |  |  |  |  |  |  |  |  |  |
|  |  |                        |                        |                        |                        | Humbert II duc de Savoie | Humbert II duc de Savoie | Humbert II duc de Savoie | Humbert II duc de Savoie | Humbert II duc de Savoie | Humbert II duc de Savoie |                    |                    | Gisèle de Bourgogne         | Gisèle de Bourgogne         | Gisèle de Bourgogne         | Gisèle de Bourgogne         | Gisèle de Bourgogne               | Gisèle de Bourgogne               |                                   |                                   | Rénier Ier marquis de Montferrat  | Rénier Ier marquis de Montferrat  | Rénier Ier marquis de Montferrat | Rénier Ier marquis de Montferrat | Rénier Ier marquis de Montferrat | Rénier Ier marquis de Montferrat |                                |                                | Léopold III duc d'Autriche     | Léopold III duc d'Autriche     | Léopold III duc d'Autriche    | Léopold III duc d'Autriche    | Léopold III duc d'Autriche         | Léopold III duc d'Autriche         |                                    |                                    | Agnès de Franconie                 | Agnès de Franconie                 | Agnès de Franconie         | Agnès de Franconie         | Agnès de Franconie         | Agnès de Franconie         |  |  | Frédéric Ier duc de Souabe    | Frédéric Ier duc de Souabe    | Frédéric Ier duc de Souabe    | Frédéric Ier duc de Souabe    | Frédéric Ier duc de Souabe    | Frédéric Ier duc de Souabe    |  |  |  |  |  |  |  |  |  |  |  |  |  |  |  |  |  |  |  |  |  |  |  |  |  |  |  |  |  |  |
|  |  |                        |                        |                        |                        |                          |                          |                          |                          |                          |                          |                    |                    |                             |                             |                             |                             |                                   |                                   |                                   |                                   |                                   |                                   |                                  |                                  |                                  |                                  |                                |                                |                                |                                |                               |                               |                                    |                                    |                                    |                                    |                                    |                                    |                            |                            |                            |                            |  |  |                               |                               |                               |                               |                               |                               |  |  |  |  |  |  |  |  |  |  |  |  |  |  |  |  |  |  |  |  |  |  |  |  |  |  |  |  |  |  |
|  |  |                        |                        |                        |                        |                          |                          |                          |                          |                          |                          |                    |                    |                             |                             |                             |                             |                                   |                                   |                                   |                                   |                                   |                                   |                                  |                                  |                                  |                                  |                                |                                |                                |                                |                               |                               |                                    |                                    |                                    |                                    |                                    |                                    |                            |                            |                            |                            |  |  |                               |                               |                               |                               |                               |                               |  |  |  |  |  |  |  |  |  |  |  |  |  |  |  |  |  |  |  |  |  |  |  |  |  |  |  |  |  |  |
|  |  | Louis VI roi de France | Louis VI roi de France | Louis VI roi de France | Louis VI roi de France | Louis VI roi de France   | Louis VI roi de France   |                          |                          | Adélaïde de Savoie       | Adélaïde de Savoie       | Adélaïde de Savoie | Adélaïde de Savoie | Adélaïde de Savoie          | Adélaïde de Savoie          |                             |                             | Guillaume V marquis de Montferrat | Guillaume V marquis de Montferrat | Guillaume V marquis de Montferrat | Guillaume V marquis de Montferrat | Guillaume V marquis de Montferrat | Guillaume V marquis de Montferrat |                                  |                                  |                                  |                                  |                                |                                | Judith de Babenberg            | Judith de Babenberg            | Judith de Babenberg           | Judith de Babenberg           | Judith de Babenberg                | Judith de Babenberg                |                                    |                                    | Conrad III roi des Romains         | Conrad III roi des Romains         | Conrad III roi des Romains | Conrad III roi des Romains | Conrad III roi des Romains | Conrad III roi des Romains |  |  | Frédéric II duc de Souabe     | Frédéric II duc de Souabe     | Frédéric II duc de Souabe     | Frédéric II duc de Souabe     | Frédéric II duc de Souabe     | Frédéric II duc de Souabe     |  |  |  |  |  |  |  |  |  |  |  |  |  |  |  |  |  |  |  |  |  |  |  |  |  |  |  |  |  |  |
|  |  | Louis VI roi de France | Louis VI roi de France | Louis VI roi de France | Louis VI roi de France | Louis VI roi de France   | Louis VI roi de France   |                          |                          | Adélaïde de Savoie       | Adélaïde de Savoie       | Adélaïde de Savoie | Adélaïde de Savoie | Adélaïde de Savoie          | Adélaïde de Savoie          |                             |                             | Guillaume V marquis de Montferrat | Guillaume V marquis de Montferrat | Guillaume V marquis de Montferrat | Guillaume V marquis de Montferrat | Guillaume V marquis de Montferrat | Guillaume V marquis de Montferrat |                                  |                                  |                                  |                                  |                                |                                | Judith de Babenberg            | Judith de Babenberg            | Judith de Babenberg           | Judith de Babenberg           | Judith de Babenberg                | Judith de Babenberg                |                                    |                                    | Conrad III roi des Romains         | Conrad III roi des Romains         | Conrad III roi des Romains | Conrad III roi des Romains | Conrad III roi des Romains | Conrad III roi des Romains |  |  | Frédéric II duc de Souabe     | Frédéric II duc de Souabe     | Frédéric II duc de Souabe     | Frédéric II duc de Souabe     | Frédéric II duc de Souabe     | Frédéric II duc de Souabe     |  |  |  |  |  |  |  |  |  |  |  |  |  |  |  |  |  |  |  |  |  |  |  |  |  |  |  |  |  |  |
|  |  |                        |                        |                        |                        |                          |                          |                          |                          |                          |                          |                    |                    |                             |                             |                             |                             |                                   |                                   |                                   |                                   |                                   |                                   |                                  |                                  |                                  |                                  |                                |                                |                                |                                |                               |                               |                                    |                                    |                                    |                                    |                                    |                                    |                            |                            |                            |                            |  |  |                               |                               |                               |                               |                               |                               |  |  |  |  |  |  |  |  |  |  |  |  |  |  |  |  |  |  |  |  |  |  |  |  |  |  |  |  |  |  |
|  |  |                        |                        |                        |                        |                          |                          |                          |                          |                          |                          |                    |                    |                             |                             |                             |                             |                                   |                                   |                                   |                                   |                                   |                                   |                                  |                                  |                                  |                                  |                                |                                |                                |                                |                               |                               |                                    |                                    |                                    |                                    |                                    |                                    |                            |                            |                            |                            |  |  |                               |                               |                               |                               |                               |                               |  |  |  |  |  |  |  |  |  |  |  |  |  |  |  |  |  |  |  |  |  |  |  |  |  |  |  |  |  |  |
|  |  |                        |                        |                        |                        | Louis VII roi de France  | Louis VII roi de France  | Louis VII roi de France  | Louis VII roi de France  | Louis VII roi de France  | Louis VII roi de France  |                    |                    | Guillaume comte de Jaffa    | Guillaume comte de Jaffa    | Guillaume comte de Jaffa    | Guillaume comte de Jaffa    | Guillaume comte de Jaffa          | Guillaume comte de Jaffa          |                                   |                                   | Conrad roi de Jérusalem           | Conrad roi de Jérusalem           | Conrad roi de Jérusalem          | Conrad roi de Jérusalem          | Conrad roi de Jérusalem          | Conrad roi de Jérusalem          |                                |                                | Boniface roi de Thessalonique  | Boniface roi de Thessalonique  | Boniface roi de Thessalonique | Boniface roi de Thessalonique | Boniface roi de Thessalonique      | Boniface roi de Thessalonique      |                                    |                                    | Rénier x Marie Comnène             | Rénier x Marie Comnène             | Rénier x Marie Comnène     | Rénier x Marie Comnène     | Rénier x Marie Comnène     | Rénier x Marie Comnène     |  |  | Frédéric Barberousse empereur | Frédéric Barberousse empereur | Frédéric Barberousse empereur | Frédéric Barberousse empereur | Frédéric Barberousse empereur | Frédéric Barberousse empereur |  |  |  |  |  |  |  |  |  |  |  |  |  |  |  |  |  |  |  |  |  |  |  |  |  |  |  |  |  |  |
|  |  |                        |                        |                        |                        | Louis VII roi de France  | Louis VII roi de France  | Louis VII roi de France  | Louis VII roi de France  | Louis VII roi de France  | Louis VII roi de France  |                    |                    | Guillaume comte de Jaffa    | Guillaume comte de Jaffa    | Guillaume comte de Jaffa    | Guillaume comte de Jaffa    | Guillaume comte de Jaffa          | Guillaume comte de Jaffa          |                                   |                                   | Conrad roi de Jérusalem           | Conrad roi de Jérusalem           | Conrad roi de Jérusalem          | Conrad roi de Jérusalem          | Conrad roi de Jérusalem          | Conrad roi de Jérusalem          |                                |                                | Boniface roi de Thessalonique  | Boniface roi de Thessalonique  | Boniface roi de Thessalonique | Boniface roi de Thessalonique | Boniface roi de Thessalonique      | Boniface roi de Thessalonique      |                                    |                                    | Rénier x Marie Comnène             | Rénier x Marie Comnène             | Rénier x Marie Comnène     | Rénier x Marie Comnène     | Rénier x Marie Comnène     | Rénier x Marie Comnène     |  |  | Frédéric Barberousse empereur | Frédéric Barberousse empereur | Frédéric Barberousse empereur | Frédéric Barberousse empereur | Frédéric Barberousse empereur | Frédéric Barberousse empereur |  |  |  |  |  |  |  |  |  |  |  |  |  |  |  |  |  |  |  |  |  |  |  |  |  |  |  |  |  |  |
|  |  |                        |                        |                        |                        |                          |                          |                          |                          |                          |                          |                    |                    |                             |                             |                             |                             |                                   |                                   |                                   |                                   |                                   |                                   |                                  |                                  |                                  |                                  |                                |                                |                                |                                |                               |                               |                                    |                                    |                                    |                                    |                                    |                                    |                            |                            |                            |                            |  |  |                               |                               |                               |                               |                               |                               |  |  |  |  |  |  |  |  |  |  |  |  |  |  |  |  |  |  |  |  |  |  |  |  |  |  |  |  |  |  |
|  |  |                        |                        |                        |                        |                          |                          |                          |                          |                          |                          |                    |                    | Baudouin V roi de Jérusalem | Baudouin V roi de Jérusalem | Baudouin V roi de Jérusalem | Baudouin V roi de Jérusalem | Baudouin V roi de Jérusalem       | Baudouin V roi de Jérusalem       |                                   |                                   |                                   |                                   |                                  |                                  | Démétrios roi de Thessalonique   | Démétrios roi de Thessalonique   | Démétrios roi de Thessalonique | Démétrios roi de Thessalonique | Démétrios roi de Thessalonique | Démétrios roi de Thessalonique |                               |                               | Guillaume VI marquis de Montferrat | Guillaume VI marquis de Montferrat | Guillaume VI marquis de Montferrat | Guillaume VI marquis de Montferrat | Guillaume VI marquis de Montferrat | Guillaume VI marquis de Montferrat |                            |                            |                            |                            |  |  |                               |                               |                               |                               |                               |                               |  |  |  |  |  |  |  |  |  |  |  |  |  |  |  |  |  |  |  |  |  |  |  |  |  |  |  |  |  |  |